# Pablo Cuevas
Pablo Gabriel Cuevas Urroz (Concordia, 1º gennaio 1986) è un ex tennista uruguaiano.
Con il 19º posto raggiunto in singolare, è diventato il giocatore uruguayano con il miglior piazzamento di sempre nel ranking ATP. Ha comunque ottenuto i suoi più grandi successi in doppio, conquistando nove titoli del circuito maggiore, tra cui l'Open di Francia 2008 assieme a Luis Horna, trionfo con cui sono diventati la prima coppia sudamericana ad aggiudicarsi un titolo del Grande Slam nell'era Open. Tra le altre vittorie in doppio figurano due titoli in tornei Masters 1000 e nell'aprile 2009 ha raggiunto il 14º posto mondiale nella specialità.
In singolare ha vinto sei tornei del circuito maggiore tra cui l'ATP 500 del Rio Open 2016, dopo aver eliminato in semifinale Rafael Nadal; nelle prove del Grande Slam non ha mai superato il terzo turno mentre ha disputato una semifinale nei tornei Masters 1000. Ha esordito nella squadra uruguayana di Coppa Davis nel 2004. Un infortunio subito a un ginocchio nel 2011 lo ha tenuto due anni lontano dalle competizioni.

## Carriera

### Tra gli juniores
Fa il suo debutto nell'ITF Junior Circuit nel 2002 e a settembre fa parte della squadra uruguayana che perde la semifinale di Coppa Davis Junior contro la Spagna di Rafael Nadal. Continua a giocare tra gli juniores, anche se raramente, fino al febbraio 2004, quando al suo ultimo impegno disputa le sue uniche finali nella categoria al torneo di Grade 2 Uruguay Bowl, vince quella di singolare e perde quella di doppio. Non va oltre la 235ª posizione nel ranking mondiale juniores.

### 2002-2005, inizi tra i professionisti, debutto in Coppa Davis e primi titoli ITF
Fa le sue prime apparizioni tra i professionisti nel 2002 e nel 2003 senza conseguire risultati significativi. Nel febbraio 2004 fa il suo esordio nella squadra uruguayana di Coppa Davis imponendosi nei due singolari e perdendo il doppio nella sfida vinta 3-2 ad Haiti. Nell'aprile 2005 alza il suo primo trofeo da professionista vincendo il doppio nel torneo ITF Argentina F3 in coppia con Horacio Zeballos. Il primo titolo in singolare arriva nel settembre successivo quando supera Maximo Gonzalez nella finale dell'Argentina F10. Verso fine stagione fa il suo esordio nei tornei del circuito Challenger e chiude il 2005 con un totale di cinque titoli ITF in doppio e due in singolare.

### 2006, primi titoli Challenger in doppio
All'inizio del 2006 vince sia in singolare che in doppio al Colombia F1 gli ultimi titoli ITF e dirada gli impegni in questa categoria che abbandonerà definitivamente l'anno successivo. A luglio vince il suo primo titolo Challenger in carriera nel torneo di doppio a Montauban, dove in coppia con Adrián García sconfigge in finale Marc Gicquel / Édouard Roger-Vasselin al terzo set. A novembre vince il secondo titolo Challenger in doppio con Zeballos a Naples, dove disputa anche la sua prima finale di categoria in singolare e viene sconfitto da Carlos Berlocq. Nel corso del torneo aveva eliminato il nº 74 del ranking ATP Vincent Spadea, nella sua prima vittoria contro un top 100. Chiude la stagione con i suoi nuovi migliori ranking, 230º in singolare e 163º in doppio.

### 2007, esordi ATP, 9 titoli Challenger e 56º in doppio, primi titoli Challenger in singolare
Nel 2007 continua a raccogliere successi in doppio nel circuito Challenger vincendo nell'arco della stagione sette tornei con cinque compagni diversi. Vince anche i suoi primi titoli Challenger in singolare in carriera, a marzo vince il primo a Tunica sconfiggendo in finale Juan Pablo Brzezicki per 6-4, 4-6, 6-3, e nel prosieguo della stagione vincerà i titoli in singolare anche a Scheveningen e a Lima. Con la progressiva ascesa nel ranking ha inoltre accesso per le prime volte ai tornei del circuito maggiore, già a fine gennaio occupa la 110ª posizione mondiale di doppio e in coppia con Adrian Garcia è testa di serie nº 4 all'ATP di Viña del Mar, ma danno forfait prima dell'esordio. Il debutto nel circuito maggiore avviene tre settimane più tardi a Buenos Aires in coppia con Stefano Galvani, superano al primo turno Nicolas Almagro / Marcel Granollers e si ritirano prima del match successivo.
A maggio entra nella top 100 e a fine mese fa il suo debutto in una prova del Grande Slam al Roland Garros, dove in coppia con Carlos Berlocq vince i primi due incontri ed escono di scena negli ottavi per mano di Michael Kohlmann / Rainer Schuettler. Assieme a Hugo Armando si spinge fino al secondo turno all'ATP di Sopot, dove per la prima volta disputa le qualificazioni in singolare e viene eliminato nel terzo e decisivo turno. Con Werner Eschauer viene eliminato al secondo turno anche nel torneo di doppio degli US Open. Continua a migliorare i ranking in entrambe le specialità, a novembre è 56º nella classifica di doppio e il mese dopo è 113º in quella di singolare.

### 2008, trionfo al Roland Garros, semifinale alla Masters Cup e top 20 in doppio, top 100 in singolare
Inizia la stagione a fine gennaio con il suo debutto nel circuito maggiore in singolare a Viña del Mar, entra in tabellone per diritto di classifica e raggiunge la semifinale con i successi sull'ormai in declino ex nº 3 del mondo Guillermo Coria, su Jose Acasuso e nei quarti sul nº 29 ATP Fernando Verdasco; cede in tre set a Fernando Gonzalez e fa il suo ingresso nella top 100, all'88ª posizione. Vince un incontro in singolare anche al suo esordio in un ATP Masters Series a Miami. Torna a mettersi in luce in doppio raggiungendo con Marcel Granollers la sua prima finale ATP a Houston e cedono in due set a Ernests Gulbis / Rainer Schuettler. Continua l'ascesa in doppio arrivando nei quarti a Barcellona e in semifinale a Casablanca.
Consegue il più prestigioso risultato dell'intera carriera nel torneo di doppio del Roland Garros in coppia con Luis Horna, dove vince clamorosamente il suo primo titolo del circuito maggiore. Dopo la vittoria al primo turno sulle teste di serie nº 7 Arnaud Clément / Michaël Llodra, raggiungono i quarti e sconfiggono al tie-break del set decisivo i numeri 1 del mondo Bob e Mike Bryan. Eliminano quindi in tre set anche Bruno Soares / Dušan Vemić e in finale concedono solo 5 giochi alle teste di serie nº 2 Daniel Nestor / Nenad Zimonjić, diventando la prima coppia sudamericana a vincere un titolo del Grande Slam nell'era Open, risultato che proietta Cuevas al 25º posto mondiale.
I migliori risultati in doppio della seconda parte della stagione sono la semifinale raggiunta all'ATP di Amersfoort e il secondo turno agli US Open assieme a Horna, con il quale si qualifica per la Tennis Masters Cup di Shanghai. Perdono il primo incontro con i fratelli Bryan e accedono alla semifinale eliminando Mahesh Bhupathi / Mark Knowles e Jeff Coetzee / Wesley Moodie. In semifinale ritrovano Nestor / Zimonjić che si prendono la rivincita lasciando loro 4 soli giochi e vinceranno il prestigioso trofeo. Questa nuova impresa vale a Cuevas il 20º posto nel ranking di doppio, mentre in singolare era già uscito ad aprile dalla top 100 e chiude l'anno alla 142ª posizione.

### 2009: due titoli ATP e 14º in doppio, due semifinali ATP e 45º in singolare
Dopo aver perso una finale Challenger in doppio, conquista con Brian Dabul il suo secondo titolo ATP al Chile Open di Viña del Mar superando in finale František Čermák / Michal Mertiňák; nel torneo di singolare, come l'anno prima, esce di scena in semifinale per mano di Fernando Gonzalez. Nel periodo successivo disputa in doppio altre due finali Challenger, vince la seconda a Napoli e sale al 14º posto mondiale, che resterà il miglior ranking in carriera. A Napoli si impone anche nel torneo di singolare. Vince in doppio anche il Challenger di Bordeaux, mentre non supera con Horna il terzo turno al Roland Garros e scende al 62º posto.
Risale la classifica di doppio a partire dalla semifinale raggiunta all'ATP di Umago, arriva poi al terzo turno agli US Open, disputa un'altra semifinale ATP a Bucarest e vince il titolo all'ATP di Mosca assieme a Marcel Granollers, risultati con cui torna alla 30ª posizione. Riprende a ottenere buoni risultati anche in singolare a Wimbledon, dove vince il suo primo incontro nel tabellone di uno Slam. Raggiunge quindi la semifinale al prestigioso torneo di Amburgo con le vittorie su Jürgen Melzer, Philipp Kohlschreiber e Nicolas Almagro prima di essere eliminato da Paul-Henri Mathieu; con questo risultato porta il miglior ranking alla 74ª posizione. Supera il primo turno anche agli US Open, raccoglie buoni risultati anche nei tornei ATP di Bucarest e Mosca e, dopo aver vinto il Challenger di Montevideo, a ottobre sale alla 45ª posizione nel ranking di singolare.

### 2010: 1 titolo ATP e semifinale a Roma in doppio, 1 semifinale ATP in singolare
I primi buoni risultati stagionali arrivano in febbraio a Costa do Sauípe, dove conquista il titolo in doppio assieme a Granollers e si spinge fino ai quarti in singolare. Esce nei quarti anche all'ATP 500 di Acapulco. Nel torneo di doppio degli Internazionali d'Italia elimina i numeri 1 del mondo Daniel Nestor / Nenad Zimonjić in coppia con Juan Mónaco e raggiunge la sua prima semifinale in un Masters 1000, persa dopo due tie-break contro John Isner / Sam Querrey. Perde la finale assieme a Granollers al successivo ATP dell'Estoril, dove viene eliminato nei quarti in singolare.
Nella seconda parte della stagione l'unico risultato di rilievo in doppio è la semifinale raggiunta con David Marrero all'ATP di Bucarest e a fine anno scende alla 62ª posizione. In singolare disputa un altro quarto di finale in un torneo ATP a Båstad, ma non ripete i risultati dell'anno precedente e a settembre si trova all'88º posto del ranking. Verso fine stagione raggiunge tre finali Challenger vincendo quella di categoria Serie+ a Stettino; si spinge inoltre fino alla semifinale all'ATP di Mosca e a fine anno risale alla 63ª posizione.

### 2011-2012: semifinali ATP, infortunio e lunga convalescenza
Dopo un negativo inizio di stagione, raggiunge la semifinale in doppio all'ATP di Buenos Aires. Con la sua prima vittoria in carriera su un top 10, il nº 8 del mondo Andy Roddick, accede per la prima volta al terzo turno di un Masters 1000 in singolare a Miami e viene sconfitto in 3 set da Gilles Simon. Al successivo ATP su terra battuta a Houston raggiunge le semifinali sia in singolare che in doppio. Al torneo di singolare dell'Estoril elimina il nº 18 del mondo Jo-Wilfried Tsonga e perde in semifinale contro Juan Martín del Potro. Si infortuna durante l'incontro di primo turno in singolare al Roland Garros e deve chiudere con largo anticipo la stagione. A ottobre si sottopone a un intervento chirurgico al ginocchio, dovrà in seguito ricorrere a una seconda operazione, affrontare una lunga convalescenza e restare in totale quasi due anni lontano dalle competizioni.

### 2013: rientro, semifinale al Roland Garros, 1 finale ATP e 63º in doppio
Rientra sui campi da gioco nell'aprile 2013 giocando in singolare nei tornei Challenger. A fine maggio prende parte al Roland Garros e in coppia con Horacio Zeballos raggiunge la semifinale, eliminano tra gli altri le teste di serie nº 6 Aisam-ul-Haq Qureshi / Jean-Julien Rojer e vengono sconfitti da Michael Llodra / Nicolas Mahut; a fine torneo risale alla 102ª posizione mondiale. Si distingue anche in singolare eliminando Adrian Mannarino e perde al secondo turno contro Simon. Continua a fare buoni risultati nei pochi tornei di doppio disputati, con Zeballos raggiunge il terzo turno agli US Open e torna a giocare una finale ATP a Kuala Lumpur, persa contro Eric Butorac / Raven Klaasen, mentre con Almagro sconfigge a Tokyo i numeri 1 del mondo Bob e Mike Bryan, escono di scena al secondo turno e Cuevas risale alla 63ª posizione mondiale. In singolare vince il Challenger di Buenos Aires e torna a ridosso della top 200.

### 2014-2015: tre titoli in singolare e primo titolo Masters 1000 in doppio
Il 13 luglio 2014 si aggiudica il primo titolo ATP in singolare a Båstad superando in due set João Sousa.
Il 27 luglio conquista al Croatia Open di Umago il suo secondo titolo ATP di singolare battendo in finale Tommy Robredo per 6-3, 6-4. Grazie a questi successi, il 28 luglio migliora il suo best ranking dopo quasi cinque anni raggiungendo la 40ª posizione nella classifica ATP, scalando in quattro settimane oltre 70 posizioni.
Nel febbraio 2015 conquista il terzo titolo ATP a San Paolo, battendo nell'atto finale Luca Vanni con il punteggio di 6-4 3-6 7–6. A maggio raggiunge la seconda finale dell'anno a Istanbul e viene sconfitto da Roger Federer, per 3-6, 6-7. Due settimane più tardi conquista il primo titolo in un Masters 1000 nel torneo di doppio agli Internazionali d'Italia, dove in coppia con David Marrero ha la meglio in finale su Marcel Granollers / Marc López

### 2020
Inizia il 2020 ad Adelaide venendo eliminato negli ottavi di finale dallo statunitense Tommy Paul in 2 set. Partecipa agli Australian Open venendo eliminato al primo turno dal francese Gilles Simon in 3 set. Non ha molta più fortuna nel torneo di doppio, venendo eliminato nel secondo turno

## Statistiche

### Singolare

#### Vittorie (6)
| Legenda              |
| Grande Slam (0)      |
| ATP Finals (0)       |
| ATP Masters 1000 (0) |
| ATP Tour 500 (1)     |
| ATP Tour 250 (5)     |

| N. | Data             | Torneo                     | Superficie      | Avversario in finale | Punteggio        |
| 1. | 13 luglio 2014   | Swedish Open, Båstad       | Terra rossa     | João Sousa           | 6–2, 6–1         |
| 2. | 27 luglio 2014   | Croatia Open, Umago        | Terra rossa     | Tommy Robredo        | 6–3, 6–4         |
| 3. | 15 febbraio 2015 | Brasil Open, San Paolo (1) | Terra rossa (i) | Luca Vanni           | 6–4, 3–6, 7–6(4) |
| 4. | 21 febbraio 2016 | Rio Open, Rio de Janeiro   | Terra rossa     | Guido Pella          | 6–4, 6(5)–7, 6–4 |
| 5. | 28 febbraio 2016 | Brasil Open, San Paolo (2) | Terra rossa     | Pablo Carreño Busta  | 7–6(4), 6–3      |
| 6. | 6 marzo 2017     | Brasil Open, San Paolo (3) | Terra rossa     | Albert Ramos Viñolas | 6(3)–7, 6–4, 6–4 |

#### Finali perse (4)
| Legenda              |
| Grande Slam (0)      |
| ATP Finals (0)       |
| ATP Masters 1000 (0) |
| ATP Tour 500 (1)     |
| ATP Tour 250 (3)     |

| N. | Data           | Torneo                       | Superficie  | Avversario in finale | Punteggio    |
| 1. | 3 maggio 2015  | Istanbul Open, Istanbul      | Terra rossa | Roger Federer        | 3–6, 6(11)–7 |
| 2. | 25 giugno 2016 | Nottingham Open, Nottingham  | Erba        | Steve Johnson        | 6(5)–7, 5–7  |
| 3. | 17 luglio 2016 | German Open Hamburg, Amburgo | Terra rossa | Martin Kližan        | 1–6, 4–6     |
| 4. | 5 maggio 2019  | Estoril Open, Cascais        | Terra rossa | Stefanos Tsitsipas   | 3–6, 6(4)–7  |

### Doppio

#### Vittorie (9)
| Legenda              |
| Grande Slam (1)      |
| ATP Finals (0)       |
| ATP Masters 1000 (2) |
| ATP Tour 500 (2)     |
| ATP Tour 250 (4)     |

| N. | Data             | Torneo                          | Superficie  | Compagno            | Avversari in finale                       | Punteggio              |
| 1. | 7 giugno 2008    | Open di Francia, Parigi         | Terra rossa | Luis Horna          | Daniel Nestor Nenad Zimonjić              | 6–2, 6–3               |
| 2. | 7 febbraio 2009  | Chile Open, Viña del Mar        | Terra rossa | Brian Dabul         | František Čermák Michal Mertiňák          | 6–3, 6–3               |
| 3. | 22 ottobre 2009  | Kremlin Cup, Mosca              | Cemento (i) | Marcel Granollers   | František Čermák Michal Mertiňák          | 4–6, 7–5, [10–8]       |
| 4. | 14 febbraio 2010 | Brasil Open, Costa do Sauípe    | Terra rossa | Marcel Granollers   | Łukasz Kubot Oliver Marach                | 7–5, 6–4               |
| 5. | 17 maggio 2015   | Internazionali d'Italia, Roma   | Terra rossa | David Marrero       | Marcel Granollers Marc López              | 6–4, 7–5               |
| 6. | 25 febbraio 2017 | Rio Open, Rio de Janeiro        | Terra rossa | Pablo Carreño Busta | Juan Sebastián Cabal Robert Farah         | 6–4, 5–7, [10–8]       |
| 7. | 23 aprile 2017   | Monte Carlo Masters, Montecarlo | Terra rossa | Rohan Bopanna       | Feliciano López Marc López                | 6–3, 3–6, [10–4]       |
| 8. | 5 agosto 2017    | Austrian Open, Kitzbühel        | Terra rossa | Guillermo Durán     | Hans Podlipnik-Castillo Andrėj Vasileŭski | 6–4, 4–6, [12–10]      |
| 9. | 29 ottobre 2017  | Vienna Open, Vienna             | Cemento (i) | Rohan Bopanna       | Marcelo Demoliner Sam Querrey             | 7–6(7), 6(4)–7, [11–9] |

#### Finali perse (8)
| Legenda              |
| Grande Slam (0)      |
| ATP Finals (0)       |
| ATP Masters 1000 (0) |
| ATP Tour 500 (2)     |
| ATP Tour 250 (6)     |

| N. | Data              | Torneo                                       | Superficie  | Compagno          | Avversari in finale             | Punteggio           |
| 1. | 14 aprile 2008    | U.S. Men's Clay Court Championships, Houston | Terra rossa | Marcel Granollers | Ernests Gulbis Rainer Schüttler | 5–7, 6(3)–7         |
| 2. | 9 maggio 2010     | Estoril Open, Estoril (1)                    | Terra rossa | Marcel Granollers | Marc López David Marrero        | 7–6(1), 4–6, [4–10] |
| 3. | 29 settembre 2013 | Malaysian Open, Kuala Lumpur                 | Cemento (i) | Horacio Zeballos  | Eric Butorac Raven Klaasen      | 2–6, 4–6            |
| 4. | 16 febbraio 2014  | Argentina Open, Buenos Aires                 | Terra rossa | Horacio Zeballos  | Marcel Granollers Marc López    | 5–7, 4–6            |
| 5. | 4 maggio 2014     | Estoril Open, Estoril (2)                    | Terra rossa | David Marrero     | Santiago González Scott Lipsky  | 6–3, 3–6, [10–8]    |
| 6. | 27 giugno 2015    | Nottingham Open, Nottingham                  | Erba        | David Marrero     | Chris Guccione André Sá         | 2–6, 5–7            |
| 7. | 24 aprile 2016    | Barcelona Open, Barcellona                   | Terra rossa | Marcel Granollers | Bob Bryan Mike Bryan            | 5–7, 5–7            |
| 8. | 30 luglio 2017    | German Open Hamburg, Amburgo                 | Terra rossa | Marc López        | Ivan Dodig Mate Pavić           | 3–6, 4–6            |

## Risultati in progressione
| Sigla | Risultato               |
| ----- | ----------------------- |
| V     | Vincitore               |
| F     | Finalista               |
| SF    | Semifinalista           |
| O     | Oro olimpico            |
| A     | Argento olimpico        |
| SF    | Bronzo olimpico         |
| QF    | Quarti di Finale        |
| 4T    | Quarto turno            |
| 3T    | Terzo turno             |
| 2T    | Secondo turno           |
| 1T    | Primo turno             |
| RR    | Round Robin             |
| LQ    | Turno di qualificazione |
| A     | Assente                 |
| ND    | Non disputato           |

| Legenda superfici    |
| -------------------- |
| Cemento              |
| Terra battuta        |
| Erba                 |
| Superficie variabile |

### Singolare
| Torneo             | 2007 | 2008 | 2009          | 2010          | 2011          | 2012 | 2013          | 2014          | 2015          | 2016 | 2017          | 2018          | 2019          | 2020          | 2021 | 2022 | 2023 | V-S   |
| ------------------ | ---- | ---- | ------------- | ------------- | ------------- | ---- | ------------- | ------------- | ------------- | ---- | ------------- | ------------- | ------------- | ------------- | ---- | ---- | ---- | ----- |
| Tornei Grande Slam |      |      |               |               |               |      |               |               |               |      |               |               |               |               |      |      |      |       |
| Australian Open    | A    | A    | A             | 1T            | 1T            | A    | A             | A             | 1T            | 2T   | 1T            | 2T            | 2T            | 1T            | 2T   | A    | A    | 4-9   |
| Open di Francia    | Q3   | 1T   | Q3            | 1T            | 1T            | A    | 2T            | 2T            | 3T            | 3T   | 3T            | 2T            | 3T            | 2T            | 2T   | 2T   | Q1   | 14-13 |
| Wimbledon          | A    | A    | 2T            | A             | A             | A    | A             | 1T            | 1T            | 1T   | A             | 1T            | 2T            | ND            | 1T   | A    | Q2   | 2-7   |
| US Open            | 1T   | 1T   | 2T            | 2T            | A             | A    | 1T            | 1T            | 2T            | 2T   | 1T            | A             | 2T            | 1T            | 1T   | A    | A    | 5-12  |
| Vittorie-Sconfitte | 0-1  | 0-2  | 2-2           | 1-3           | 0-2           | 0-0  | 1-2           | 1-3           | 3-4           | 4-4  | 2-3           | 2-3           | 5-4           | 1-3           | 2-4  | 1-1  | 0-0  | 25-41 |
| Giochi Olimpici    |      |      |               |               |               |      |               |               |               |      |               |               |               |               |      |      |      |       |
| Giochi Olimpici    | ND   | A    | Non disputati | Non disputati | Non disputati | A    | Non disputati | Non disputati | Non disputati | 2T   | Non disputati | Non disputati | Non disputati | Non disputati | A    | ND   | ND   | 1-1   |
| Vittorie-Sconfitte | ND   | 0-0  | Non disputati | Non disputati | Non disputati | 0-0  | Non disputati | Non disputati | Non disputati | 1-1  | Non disputati | Non disputati | Non disputati | Non disputati | 0-0  | ND   | ND   | 1-1   |

### Doppio
| Tornei Grande Slam  |     |     |               |               |               |     |               |               |               |     |               |               |               |               |     |       |
| Australian Open     | A   | A   | A             | A             | 1T            | A   | A             | A             | QF            | SF  | 2T            | 1T            | 2T            | 2T            | 1T  | 10-8  |
| Open di Francia     | 3T  | V   | 3T            | A             | 1T            | A   | SF            | 2T            | 2T            | QF  | 3T            | 2T            | 2T            | 3T            | 1T  | 25-12 |
| Wimbledon           | A   | A   | 1T            | A             | A             | A   | A             | 3T            | 1T            | 3T  | A             | 2T            | 1T            | ND            | A   | 5-6   |
| US Open             | 2T  | 2T  | 3T            | 2T            | A             | A   | 3T            | 1T            | 1T            | 1T  | 2T            | A             | 1T            | A             | 1T  | 8-11  |
| Vittorie-Sconfitte  | 3-2 | 7-1 | 4-3           | 1-1           | 0-2           | 0-0 | 6-2           | 3-3           | 4-4           | 9-4 | 4-3           | 2-3           | 2-4           | 3-2           | 0-3 | 48-37 |
| Torneo di Fine Anno |     |     |               |               |               |     |               |               |               |     |               |               |               |               |     |       |
| ATP Finals          | A   | SF  | A             | A             | A             | A   | A             | A             | A             | A   | A             | A             | A             | A             | A   | 2-2   |
| Vittorie-Sconfitte  | 0-0 | 2-2 | 0-0           | 0-0           | 0-0           | 0-0 | 0-0           | 0-0           | 0-0           | 0-0 | 0-0           | 0-0           | 0-0           | 0-0           | 0-0 | 2-2   |
| Giochi Olimpici     |     |     |               |               |               |     |               |               |               |     |               |               |               |               |     |       |
| Giochi Olimpici     | ND  | A   | Non disputati | Non disputati | Non disputati | A   | Non disputati | Non disputati | Non disputati | A   | Non disputati | Non disputati | Non disputati | Non disputati | A   | 0-0   |
| Vittorie-Sconfitte  | ND  | 0-0 | Non disputati | Non disputati | Non disputati | 0-0 | Non disputati | Non disputati | Non disputati | 0-0 | Non disputati | Non disputati | Non disputati | Non disputati | 0-0 | 0-0   |

### Doppio misto
| Tornei Grande Slam |               |               |               |               |               |     |               |               |               |     |               |               |               |               |     |
| Australian Open    | A             | A             | A             | A             | A             | A   | A             | A             | SF            | A   | 1T            | A             | A             | A             | 3-2 |
| Open di Francia    | A             | A             | A             | A             | A             | A   | A             | A             | A             | A   | A             | A             | A             | ND            | 0-0 |
| Wimbledon          | A             | A             | A             | A             | A             | A   | A             | A             | A             | A   | A             | A             | A             | ND            | 0-0 |
| US Open            | A             | A             | A             | 3T            | A             | A   | A             | A             | A             | A   | A             | A             | A             | ND            | 2-1 |
| Vittorie-Sconfitte | 0-0           | 0-0           | 0-0           | 2-1           | 0-0           | 0-0 | 0-0           | 0-0           | 3-1           | 0-0 | 0-1           | 0-0           | 0-0           | 0-0           | 5-3 |
| Giochi Olimpici    |               |               |               |               |               |     |               |               |               |     |               |               |               |               |     |
| Giochi Olimpici    | Non disputati | Non disputati | Non disputati | Non disputati | Non disputati | A   | Non disputati | Non disputati | Non disputati | A   | Non disputati | Non disputati | Non disputati | Non disputati | 0-0 |
| Vittorie-Sconfitte | Non disputati | Non disputati | Non disputati | Non disputati | Non disputati | 0-0 | Non disputati | Non disputati | Non disputati | 0-0 | Non disputati | Non disputati | Non disputati | Non disputati | 0-0 |